# Sant Francesc (poemari)
Sant Francesc és un recull de poemes de Jacint Verdaguer publicat el 1895. Consisteix en 43 poemes i un pròleg escrits en tres moments diferents, els anys 1869, 1882 i 1895. La primera part del poemari tracta la figura de sant Francesc d'Assís i la segona santa Clara d'Assís i la família franciscana.

## Estructura
L'estructura permet que el llibre eno tingui problemes interns malgrat que inclou poemes de tres etapes de la seva vida diferents tant per les circumstàncies que travessava l'escriptor com des del punt de vista estètic.
En concret, inclou en primer lloc el romànticisme vinculat a la terra de Sant Francesc s'hi moria, una composició del 1869 publicada el 1874 on es recorda una estada de Francesc d'Assís a vic el 1222. També hi ha quatre romanços escrits en el centenari del sant, el 1882, anomenats Salteri franciscà. Romancets sobre la prodigiosa vida del Patriarca Sant Francesc.
La resta de peces van ser escrites el 1895, en un moment de tragèdia personal on s'emmiralla en el sant per reflectir els propis problemes. Entre l'escriptora de les primeres peces i les darreres passaren 26 anys. En el pròleg l'escriptor traça els paral·lelismes entre la seva vida i la del sant que recorda que fou maltractat per la seva família i els seus amics. És una part fonamental del llibre.